# Legión de Héroes Sustitutos
La Legión de Héroes Sustitutos es un equipo ficticio de superhéroes del Siglo XXXI de DC Comics. Los "Subs", como se les suele llamar, son un grupo de aspirantes a legionarios rechazados por la Legión de Super-Héroes que se unieron, con la esperanza de demostrarle a la Legión que sus poderes no eran tan inútiles como los habían afirmado los legionarios. Aparecieron por primera vez en Adventure Comics #306 (marzo de 1963). Fueron descritos como unos superhéroes moderadamente especiales hasta que Keith Giffen, durante etapa de escritor de la Legión, este equipo comenzó a representarlos como una especie de broma. Sin embargo, los Subs recuperarían un poco de respeto cuando sus miembros fundadores Polar Boy se unió al formar parte de la Legión principal y esta legión por entonces pasaría a conformarse como una Legión de Super-Héroes Suplentes o de la reserva.

## Biografía ficticia

### Los miembros del equipo de la edad de plata
La Legión de Héroes Sustitutos fue fundada por Polar Boy, junto con Night Girl, Stone Boy, Fire Lad, y Chlorophyll Kid, cinco jóvenes héroes cuyos poderes no fueron suficientes para ganarse la menbresía para ser miembros de la Legión de Super-Héroes, en el caso de Night Girl, por ejemplo, solo podría usar sus poderes en la oscuridad. Después de recibir un cinturón de vuelo de la Legión como premio de consolación, los cinco adolescentes desconsolados decidieron formar un grupo que pudiera combatir lado a lado con la Legión. Después de varios fracasos como equipo, los Subs lograron salvar la Tierra tras una invasión por los Plant Men, mientras que la Legión estaba fuera del planeta luchando contra una armada espacial robótica utilizada como señuelo.
Al principio operaban en secreto, la Legión de Héroes Sustitutos fue ganando reconocimiento poco a poco por la verdadera Legión como un valioso equipo activo, sobre todo después del asalto a la ciudadela de Throon, cuando los legionarios regulares fueron derrotados y se dejó a cargo a Polar Boy y a Night Girl al dirigir un ataque efectivo y poner fin al asedio. Los héroes Suplentes protegieron a los legionarios de amenazas tales como el Taurus Gang y la Letal Liga de Super-Asesinos.
Los miembros de la Legión de Héroes Sustitutos son los siguientes:
- Antennae Lad (Khfeurb Chee Bez del planeta Grxyor): tiene el poder de sintonizar con cualquier emisión de ondas de radio de cualquier época, pero sobre todo al azar.[4][6]

- Chlorophyll Kid (Ral Benem del planeta Mardru): tiene el poder de hacer que las plantas crezcan muy rápido. Obtuvo este poder después de caer en un tanque con una fórmula súper crecimiento de las plantas siendo un niño pequeño. Afirma que solo puede acelerar el crecimiento de las plantas pero no controlarlas, aunque algunas de sus acciones parecen contradecir dicha afirmación.[4][6]

- Color Kid (Ulu Vakk del planeta Lupra): 	puede cambiar el color de los objetos. Ganó su poder después de ser golpeado por un rayo de otra dimensión. En el tomo único de 1985 sobre la Legión de Héroes Sustitutos, era conocido temporalmente como Color Queen después de haber sido expuesto a gérmenes Granderianos, que le ocasionaron una reversión de género por contacto con Infectious Lass.[4][6]

- Double Header (Frenk y Dyvud Retzun del planeta Janus): tienen dos cabezas, como resultado gradual de un proceso de mitosis.[4][6]

- Fire Lad (Staq Mavlen del planeta Schwar): Ganó el poder de respirar fuego (a menudo por accidente, ya que sufre de alergias) después de inhalar vapores de un meteorito.[4][6]

- Infectious Lass (Drura Sehpt del planeta 'Somahtur): Genera espontáneamente enfermedades infecciosas. Sin embargo, su objetivo y control son al azar.[4][6]

- Night Girl (Lida Jath del planeta sin sol Kathoon): Tiene súper fuerza e invulnerabilidad que fueron diseñados para ella por su padre, pero solo son eficaces en la oscuridad.[4][6]

- Polar Boy (Brek Bannin del planeta Tharr): Tenía la capacidad de proyectar frío y hielo. Cuando se introdujo el personaje, tenía dificultades para controlar sus poderes, pero se volvería experto después de entrenar durante varios años. Después de que la Legión de héroes Sustitutos fuese disuelto, fue admitido finalmente en la Legión, y más tarde lo eligió como su líder.[4][6]

- Porcupine Pete (Peter Dursin desde la Tierra): Tiene púas que puede disparar de su cuerpo sin una buena precisión.[4][6]

- Stone Boy (Dag Wentim del planeta Zwen): Tiene el poder de convertirse en rocas para hibernar en un planeta con una noche de seis meses. En los inicios, Stone Boy solo podía transformarse en una estatua de piedra inanimada ya que a menudo se le utilizaba de manera humorística (por ejemplo, como cuando atrapaban a un bandido), o como una distracción mientras que los otros "Subs" llevaban a cabo una misión. Stone Boy ganó una prueba de la Legión y se le ofreció su incorporación, pero se negó y se quedó con los Subs. Durante la historia "Cinco años Después", fue sometido a hipnoterapia y ganó la capacidad de permanecer consciente durante su transformación y con el tiempo, incluso podía moverse en su estado de roca.[4]

Los Legionarios Dream Girl y Star Boy también han servido con los héroes Suplentes, tras ser expulsados de la Legión por matar al exnovio de Dream Girl, pero más tarde se reunieron con la Legión principal bajo los disfraces de "Miss Terious" y "Sir Prize".
Después de un tiempo, si no fue exactamente por un momento impresionante durante sus carreras, los héroes Suplentes fueron disueltos por Polar Boy, después de ayudar al senador Tenzil Kem en la prevención de un intento de asesinato por parte de un ejército de réplicas de Computo el Conquistador para hacerse cargo con Bismoll de una manera particularmente inepta, pero exitosa. Brek llegó a alcanzar su incorporación permanente en la Legión de Super-Héroes. Muchos de los miembros restantes se unirían a la Legión, así durante el evento "Cinco años Después".
Poco antes del evento "Cinco años Después", una nueva Legión de Héroes Sustitutos se había formado. Compuesta por exmiembros de la Legión de Super-Héroes, formada por Cosmic Boy, Bouncing Boy , y Duo Damsel (Luornu Durgo), contando con Night Girl, un nuevo Karate Kid (Myg de Lythyl), y Comet Queen.
Durante los acontecimientos que se dieron en las páginas de la Legión de Super-Héroes (vol. 4), los "Subs" entraron por su cuenta como un grupo insurgente que estaba ayudando a la resistencia Terrestre que se oponía a los Dominadores. Aquí, los viejos Subs Fire Lad, Stone Boy, Chlorophyl Kid, Color Kid y Porcupine Pete, fueron acompañados por nuevos aliados como Ron-Karr y Grinn. También se destaca la incorporación de Rainbow Girl.

### Reboot post-Hora Cero
Después de los acontecimientos que implicaron el reinicio de la Legión tras el evento conocido como Hora Cero, los Subs aparecieron en las páginas de Legionarios #43 durante las pruebas de la Legión. Infectious Lass, Fire Lad y Color Kid fueron vistos en la cubierta de la portada, mientras Stone Boy, Chlorophyll Kid, Night Girl, y Polar Boy donde todos aprobaron. Night Girl sabía muy bien que la Legión no la aceptaría, porque por su poder no sería reintegrada, pero en realidad estaba pensando en cumplir su prueba ya que Cosmic Boy en ese momento, había quedado varado con otros legionarios en el siglo XX.
Polar Boy y Night Girl aparecerían en un panel de Legionarios #49, llegando a la conclusión de que su equipo no se le ve ya no estaba listo para ayudar a la Legión en contra de Mordru (Night Girl los llama como los "pobres sustitutos"). En la serie Mundos de la Legión, que una vez se centraba su base Braal, Cosmic Boy junto con Invisible Kid, Leviathan, y Chuck Taine llamaban a sí mismos la "Legión de Subs"'; la palabra Subs es la abreviatura de subterfugio. Infectious Lass también reapareció como estudiante del Programa de Cadetes de la Legión justo antes de que la continuidad de la Legión fuese reiniciada de nuevo.

### Tercer reboot
En el "Tercer reboot" de la serie de la Legión de Super-Héroes cuando fue lanzada en 2004, Polar Boy y Chlorophyll Kid (rebautizado ahora como Plant Lad) aparecieron como miembros de los nuevos Wanderers liderados por Mekt Ranzz. Esta versión de Polar Boy solamente puede ralentizar el movimiento molecular. Night Girl solicitó su admisión a la Legión, pero fue rechazada y se hizo miembro de reserva, (como parte de la "Legión de Reserva"), junto a Sizzle, un manipulador de energía, y Turtle, un fuerte y resistente alienígena.

### Miembros Post-Crisis Infinita
Versiones de Infectious Lass, Polar Boy, Night Girl, Stone Boy, Fire Lad, y Chlorophyll Kid, similar en apariencia a su versión Pre-Crisis aparecieron como sus contrapartes en la serie limitada Tales of the Unexpected y en el arco argumental de Superman y la Legión de Super-Héroes, publicados en Action Comics. Porcupine Pete y Antennae Lad no aparecieron.
- Infectious Lass: Drura Sehpt del planeta Somahtur. Fue arrojada de la corriente del tiempo por Earth-Man, y presentada como personaje de un grupo de personajes de historietas olvidadas, entre ellos el Doctor Trece, lucharon contra los Arquitectos en la serie limitada Tales of the Unexpected. Ella se enamoró de fallecido Capitán Fear.[6]

- Color Kid: Ulu Vakk del planeta Lupra. Quedó cegado por Earth-Man.[6]

- Double-Header: Fue asesinado por Earth-Man.[6]

- Night Girl: Lida Jath del planeta Kathoon. Ahora, es miembro de la Legión de Super Héroes.[6]

- Polar Boy: Brek Brannin del planeta Tharr. Ahora, es un miembro de la Legión de Super-Héroes. le faltaba un brazo que le fue cercenado por Tusker, pero se lo sustituyó con uno hecho de hielo.[6]

- Stone Boy: Dag Wentim del planeta Zwen. Ya no tiene la capacidad de moverse en su estado de roca.[6]

- Fire Lad: Staq Mavlen del planeta Schwar. Tiene un control moderado sobre sus habilidades al lanzar fuego, y se puede convertir su cabello en llamas estando conectada el equipo.[6]

- Infectious Lass: Ral Benam de Mardru. Afirma que tiene la capacidad de interactuar y hablar con las plantas.[6]

- Rainbow Girl: Dori Aandraison del planeta Xolnar. Posee la capacidad de ejercer poder sobre el espectro emocional, provocando cambios de humor impredecibles como estar enojado (rojo), brindar esperanza (azul), voluntad y confianza (verde), y otros. Ella solo apareció una vez, como un aspirante rechazada por la Legión en la continuidad Pre-Crisis, y originalmente tenía el poder de separarse en cuatro versiones de colores diferentes de sí misma. El rojo era el calor, Azul era fría, Amarillo era el brillo y el verde era Kryptonita. Ella fue rechazada porque su color verde Kryptonita representaba una amenaza tanto para Superboy como para Supergirl.[12][6]

En el quinto arco argumental de la miniserie Superman y la Legión de Super Héroes de Action Comics, Fire Lad, Stone Boy, Chlorophyll Kid, y Rainbow Girl son convocados para ayudar a combatir a la Liga de la Justicia de la Tierra, una tiránica asociación que odia a los alienígenas formada por seres de la Tierra con superpoderes que también fueron rechazados por la Legión. Después de que el grupo de villanos es derrotado, los Subs deciden reclamar su base satelital para sí mismos. Durante el curso de la historia, se revela que gran parte del porqué de los héroes eran rechazados por la Legión original debido a que realizaban sus exploraciones psicológicas sutiles que estaban a cargo por Saturn Girl, sin embargo a pesar de esto se les negó, ya sea porque carecían del control de sus habilidades o porque que no eran lo suficientemente útiles. Personajes como Radiation Roy, Spider Girl, y Absorbency Boy fueron rechazados debido a que sus perfiles revelaban que tenían psiques profundamente perturbadas y una variedad de tendencias psicóticas.
En un punto temprano en su respectiva línea de tiempo, los Suplentes se asociaron con los Cinco Inferiores en un fallido intento por robar el trueno de la Legión y destruir un agujero negro primitivo.

## Apariciones en otros medios

### Televisión
- En la serie animada de Legión de Super-Héroes tienen una breve aparición Porcupine Pete, Chlorophyll Kid, Color Kid e Infectious Lass, así como unos cameos de Antennae Lad, Polar Boy, Fire Lad, Double-Header y Night Girl.[6]

- En la serie de televisión Smallville son referenciados cuando Cosmic Boy se refiere a Lightning Lad que actúa como un Sub (en referencia al equipo de la Legión de Héroes Sustitutos).[6]